# Пйотравін (Люблінський повіт)
Пйотравін (пол. Piotrawin) — село в Польщі, у гміні Ясткув Люблінського повіту Люблінського воєводства.
Населення — 395 осіб (2011).
У 1975-1998 роках село належало до Люблінського воєводства.

## Демографія
Демографічна структура станом на 31 березня 2011 року:
|          | Загалом | Допрацездатний вік | Працездатний вік | Постпрацездатний вік |
| -------- | ------- | ------------------ | ---------------- | -------------------- |
| Чоловіки | 193     | 44                 | 130              | 19                   |
| Жінки    | 202     | 45                 | 118              | 39                   |
| Разом    | 395     | 89                 | 248              | 58                   |